# 준 엘비지

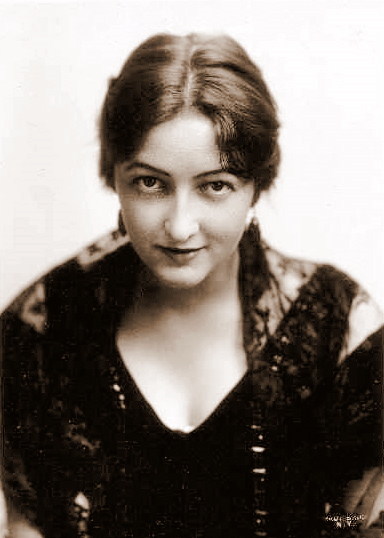

준 엘비지(June Elvidge, 1893년 6월 30일 ~ 1965년 5월 1일)는 미국의 배우, 연극 배우, 영화배우이다.
세인트폴에서 태어났으며 뉴저지주에서 사망하였다.

## 영화
- 어 걸스 폴리 (1917년)
- 더 핸드 오브 페릴 (1916년)
- 어 버터플라이 온 더 휠 (1915년)